# جيل غرينبيرغ
جيل غرينبيرغ (بالإنجليزية: Jill Greenberg)‏ هي مصورة أمريكية، ولدت في 10 يوليو 1967 في مونتريال في كندا.

## وصلات خارجية
- الموقع الرسمي
- جيل غرينبيرغ على موقع IMDb (الإنجليزية)
- جيل غرينبيرغ على موقع ميوزك برينز (الإنجليزية)
- جيل غرينبيرغ على موقع أول ميوزيك (الإنجليزية)
- جيل غرينبيرغ على موقع ديسكوغز (الإنجليزية)